# Francisco (mjesec)
Francisco (također Uran XXII) je prirodni satelit planeta Urana iz grupe vanjskih nepravilnih satelita s oko 22 kilometra u promjeru i orbitalnim periodom od 266,56 dana.